# Бардін Іван Павлович
Іва́н Па́влович Барді́н (рос. Иван Павлович Бардин; 1 (13) листопада 1883, Широкий Уступ — 7 січня 1960, Москва) — вчений-металург, Герой Соціалістичної Праці, кавалер 7 орденів Леніна та інших нагород, лауреат Ленінської та Державних премій СРСР, організатор та керівник багатьох металургійних заводів, Інституту металургії АН СРСР, академік АН СРСР, випускник КПІ. Депутат Верховної ради СРСР 1—5-го скликань.

## Біографія

### Дитинство та освіта
Народився 1 (13 листопада) 1883 року в селі Широкий Уступ Аткарського повіту Саратовської губернії в сім'ї сільського шевця. У 1891 році сім'я переїхала до Саратова, де з 1892 року він навчався в міському початковому та ремісничому училищах, а в 1896–1902 роках був учнем Маріїнського землеробного училища.
У 1903 р. І.Бардін вступив до Новоолександрійського інституту сільського господарства і лісівництва, з якого був виключений за участь у студентських заворушеннях. У 1906 р. його зараховують на сільськогосподарський факультет КПІ. Через матеріальну скруту І. П. Бардіну довелось одночасно навчатися і працювати. Робота знайшлася в лабораторії фізико-хімії, вона так захопила студента, що він перейшов на хімічне відділення інституту з наміром спеціалізуватися в галузі хімічної технології.
В. П. Іжевський побачив у молодому Івані Бардіні великі потенційні можливості, передчував його майбутні звершення як металурга. 31 січня 1910 р. Іван Павлович успішно захистив дипломний проект з мартенівської печі й отримав диплом інженера-технолога за спеціальністю «Металургія». Протягом березня 1910 р. він проводив дослідні роботи, а у квітні звернувся з клопотанням про відпустку, потім про відрядження «на екскурсію по металургійних заводах півдня Росії» для пошуку роботи. Коли це не вдалося, виїхав у США.

### Творчий шлях
У 1910–1911 рр. працював на американських заводах робітником.
Після повернення до Києва почав працювати, за рекомендацією В. П. Іжевського, на Юзівському металургійному заводі під керівництвом М. К. Курако. У 1916–1923 рр. І. П. Бардін працював на Єнакієвському металургійному заводі: начальником доменного цеху, головним інженером, директором заводу і рудників. У 1924–1929 рр. він — головний інженер Макіївського заводу, а потім заводу ім. Дзержинського у Каменському (Дніпродзержинськ). Провів реконструкцію Дніпровського державного заводу ім. Дзержинського після семирічної консервації 1918 - 1925. У 1929 р. йому було доручено керівництво будівництвом величезного на той час Кузнецького металургійного комбінату. З'явилася можливість втілити заповітну мрію ентузіаста доменної справи М. К. Курако — побудувати на базі коксівного кам'яного вугілля високої якості металургійний завод з великими доменними печами, невідомими на той час у Європі. Величезне за масштабами будівництво було здійснено в рекордно короткий термін — за три роки.
У 1932 р. І. П. Бардіна було обрано дійсним членом Академії наук СРСР, у 1939 р. — призначено заступником наркома чорної металургії СРСР, головою президії Уральського філіалу АН СРСР, він очолив створений за його ініціативою Інститут металургії АН СРСР. У 1942 р. учений обраний віце-президентом АН СРСР. З 1943 по 1960 р. він завідував кафедрою економіки й організації чорної металургії в Московському інституті сталі і сплавів.
У роки німецько-радянської війни І. П. Бардін керував комісією Президії АН СРСР з мобілізації ресурсів східних районів держави на потреби оборони. У повоєнні роки багато праці і зусиль віддав відновленню й реконструкції зруйнованих війною металургійних підприємств. З ініціативи і за участю І. П. Бардіна була створена Північна Магнітка — Череповецький металургійний завод.
У вересні 1943 до України прибула група вчених на чолі з академіком І. Бардіним для надання допомоги у відбудові металургійних підприємств, які постраждали в період окупації.  [Архівовано 4 листопада 2013 у Wayback Machine.]
Найважливішими проблемами розвитку чорної металургії І. П. Бардін вважав підготовку сировинної бази, рудних матеріалів і палива; широке використання кисню в металургії, вдосконалення киснево-конверторного процесу; комплексну автоматизацію металургійних процесів; створення агрегатів безперервної розливки сталі; розробку нових технологій виробництва чавуну і сталі.
Як учений зі світовим ім'ям І. П. Бардін був обраний академіком Академій наук Угорщини, Чехословаччини, НДР, Румунії.

### Бардін таКПІ
І. П. Бардін не втрачав зв'язків з Київським політехнічним інститутом. У 1944 р. він сприяв організації металургійного факультету інституту у складі чотирьох кафедр, які очолили відомі вчені академіки АН УРСР М. М. Доброхотов, В. М. Свєчніков, чл.-кор. АН УРСР В. Є. Васильєв і перший декан професор К. І. Ващенко.
Великий внесок зробив Іван Павлович у виховання інженерів-металургів і вчених-металургів. Навколо нього об'єднувалась талановита молодь, наслідуючи його глибоко науковий і всебічний підхід до вирішення проблем, високу принциповість і відданість металургії. У серпні 1952 р., перебуваючи в Києві у складі Державної комісії з питань будівництва магістральних газопроводів, І. П. Бардін відвідав КПІ, побував в аудиторіях, лабораторіях, тепло згадував В. П. Іжевського. У 1954 р. Іван Павлович надіслав студентам металургійного факультету КПІ лист «О творческом и „школярском“ подходе к изучению теории металлургии». У цьому листі Іван Павлович згадував про роки навчання в інституті, особливу увагу приділяв спеціальності інженера, набуттю інженерного досвіду. Текст цього листа було опубліковано у стінгазеті факультету — «Металург», а згодом у газеті «Комсомольская правда».

## Відзнаки
Нагороджений 7 орденами Леніна, а також медалями.
Лауреат:
- Ленінської премії 1958 року (за роботи зі створення перших промислових установок безперервного розливання сталі):
- Сталінських премій:
  - 1942 року (за роботи по мобілізації ресурсів Уралу для потреб оборони СРСР);
  - 1949 року (за роботи з інтенсифікації мартенівського процесу шляхом застосування кисню).

## Вшанування пам'яті

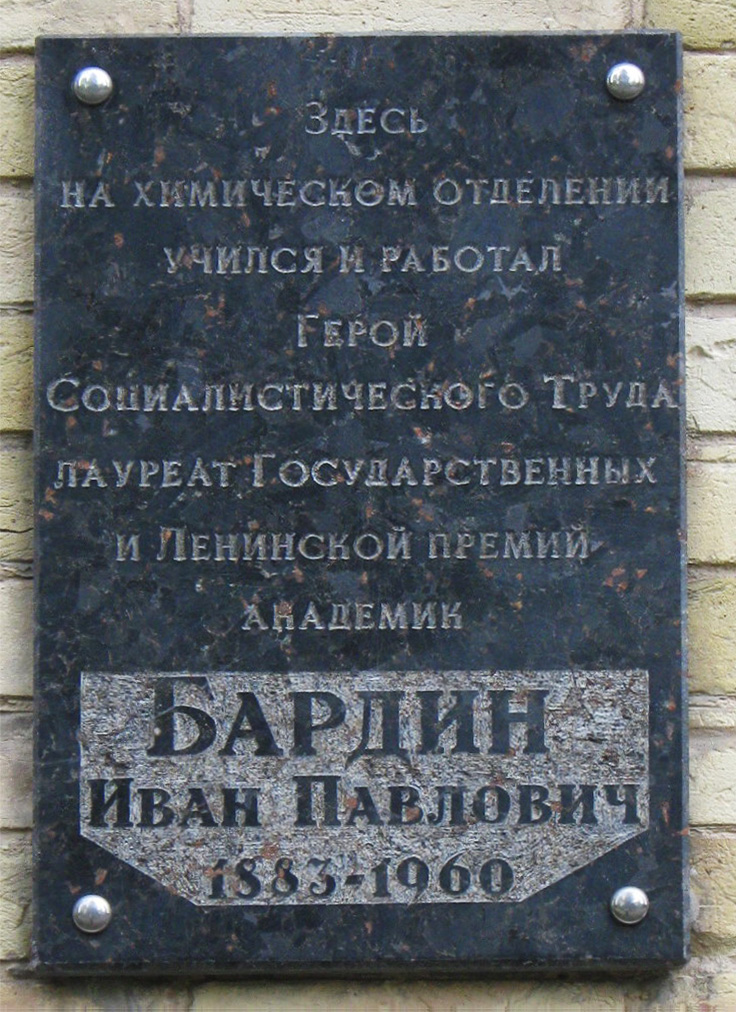
меморіальна дошка в Києві

Академіку та Герою встановлені пам'ятник у Новокузнецьку і барельєф у Києві (у головному корпусі Київського політехнічного інституту); відкриті меморіальні дошки в Новокузнецьку, Тулі і Києві (на одній з будівель Київського політехнічного інституту).
Іменем Бардіна названий проспект, науково-технічна бібліотека і Будинок науки і техніки в Новокузнецьку, професійний технічний ліцей у Череповці, вулиці в Москві, Новосибірську, Череповці, Дніпрі, Донецьку, Єкатеринбурзі, Керчі. Відкрито кабінет-музей І. П. Бардіна в Новокузнецьку і вагон-музей у Череповці.
У Череповці проводиться щорічний турнір з боксу пам'яті І. П. Бардіна.
У 1983 р. на ІФФ (так називається колишній металургійний факультет) було проведено наукову конференцію, присвячену 100-річчю від дня народження І. П. Бардіна. У січні 1984 року Рада Міністрів УРСР ухвалила постанову про заснування двох стипендій імені академіка І. П. Бардіна для найздібніших студентів-відмінників ІФФ Київського політехнічного інституту.
На наукових читаннях у травні 2003 р., присвячених 140-й річниці від дня народження засновника металургійної школи КПІ проф. В. П. Іжевського, з доповіддю «Спогади про І. П. Бардіна» виступив чл.-кор. НАН України Г. Г. Єфіменко. У пресі України та багатотиражній газеті НТУУ «КПІ» неодноразово публікувалися статті про життя, наукові й виробничі досягнення легендарного випускника КПІ І. П. Бардіна. Дані про його науковий і життєвий шлях представлені в Державному політехнічному музеї при НТУУ «КПІ», внесені до збірки «Славні імена КПІ».